# Peckhamia
Peckhamia (Simon, 1901) è un genere di ragni appartenente alla famiglia Salticidae.

## Etimologia
Il genere è così chiamato in onore degli aracnologi George ed Elizabeth Peckham, che hanno scoperto e classificato decine di generi di salticidi.

## Distribuzione
Le otto specie oggi note di questo genere sono diffuse nelle Americhe, dal Canada all'Argentina.

## Tassonomia
A giugno 2011, si compone di otto specie:
- Peckhamia americana (Peckham & Peckham, 1892) — USA, Messico
- Peckhamia argentinensis Galiano, 1986 — Argentina
- Peckhamia picata (Hentz, 1846) — America settentrionale
- Peckhamia prescotti Chickering, 1946 — El Salvador, Panama
- Peckhamia scorpionia (Hentz, 1846)[2] — USA, Canada
- Peckhamia seminola Gertsch, 1936 — USA
- Peckhamia soesilae Makhan, 2006 — Suriname
- Peckhamia variegata (F. O. P.-Cambridge, 1900) — Panama

### Nomen dubium
- Peckhamia caliginosa (Walckenaer, 1837); un esemplare maschile, reperito negli USA e originariamente descritto nel genere Myrmecium Latreille, 1824; a seguito di due lavori, uno dell'aracnologa Galiano del 1966 e uno di Richman del 1978, è da considerarsi nomen dubium[1].